# Dymitr (patriarcha Serbii)
Dymitr, imię świeckie Dimitrije Pavlović; cyr. Димитрије Павловић (ur. 28 października 1846 w Požarevacu, zm. 6 kwietnia 1930 w Belgradzie) – serbski duchowny prawosławny, patriarcha Serbskiego Kościoła Prawosławnego w latach 1920–1930.

## Życiorys
Był synem Stojana i Milosavy z d. Petković. Po ukończeniu szkoły w Požarevacu, kontynuował naukę w Belgradzie. W 1868 ukończył studia teologiczne. W 1870 otrzymał godność prezbitera. W latach 1882–1884 był profesorem seminarium w Belgradzie. 8 listopada 1884 został wyświęcony na biskupa i otrzymał godność zwierzchnika eparchii w Niszu, a w 1898 eparchii Šabac-Valjevo. Po śmierci metropolity Innocentego w 1905 został metropolitą belgradzkim, zwierzchnikiem Cerkwi w Królestwie Serbii. W czasie I wojny światowej wraz z władzami Serbii opuścił kraj, udając się poprzez Albanię na Korfu.
W 1920 Sobór Biskupów Serbskiego Kościoła Prawosławnego zebrany w Sremskich Karłowicach dokonał odnowienia patriarchatu, wybierając metropolitę Dymitra pierwszym patriarchą zjednoczonego Kościoła. W 1921 ustanowił eparchię czesko-morawską, z metropolitą Gorazdem na jej czele. 8 czerwca 1922 prowadził ceremonię zaślubin króla Aleksandra I i Marii Rumuńskiej w katedrze belgradzkiej.

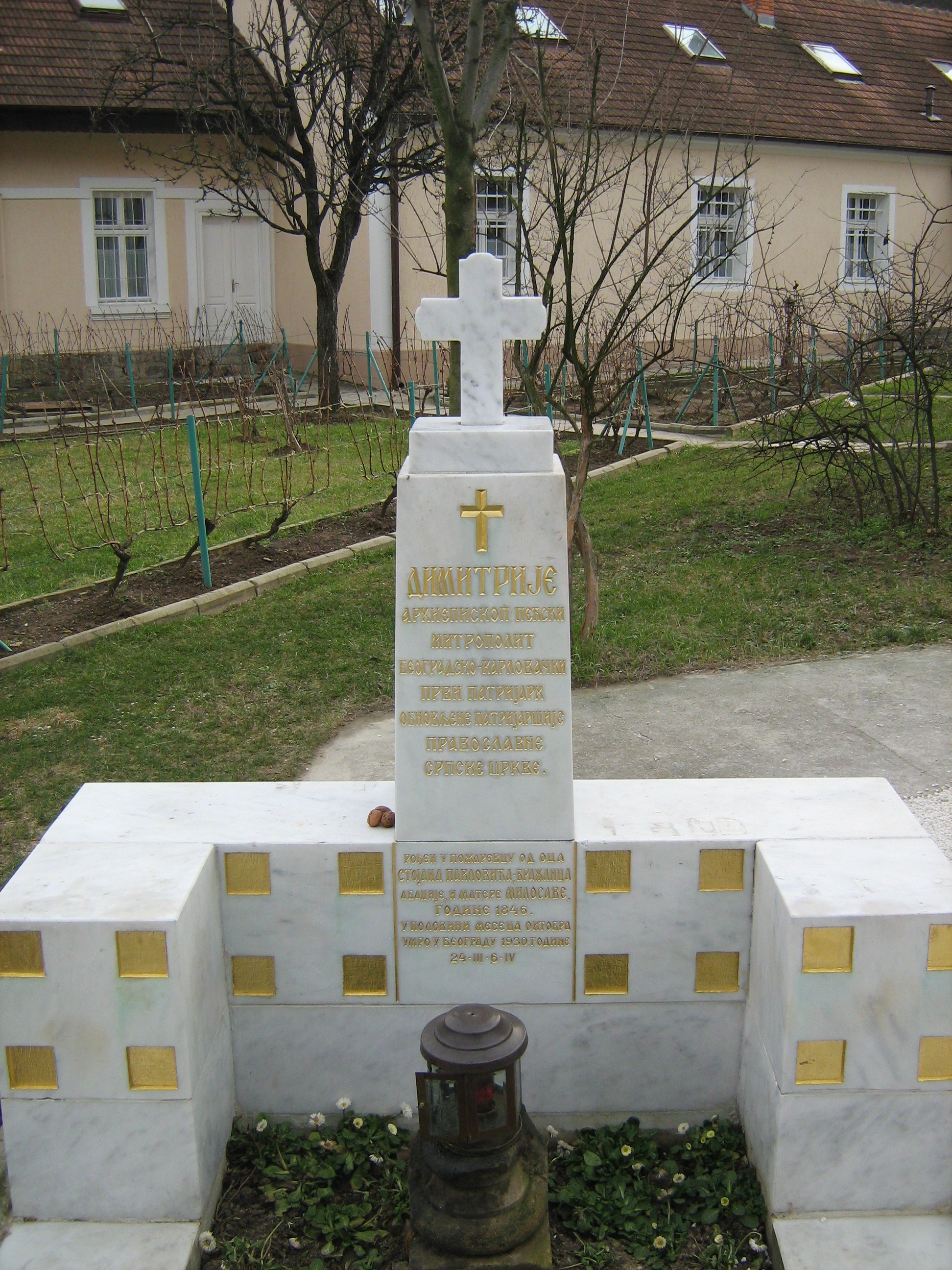
Grób patriarchy w klasztorze Rakovica

W maju 1929 ciężko zachorował, zmarł w 1930, jego szczątki spoczęły w klasztorze Rakovica.